# Vladimíra Fridrichová Kunešová
Mirka Fridrichová Kunešová (* 8. listopadu 1949 Louny) je česká výtvarnice a pedagožka.

## Životopis
Vyrůstala v Lounech, kde také absolvovala základní školu. Vystudovala Filozofickou fakultu Univerzity Karlovy obory výtvarná výchova – čeština. Byla profesorkou výtvarné výchovy na Střední pedagogické škole a na Gymnáziu v Prachaticích. Věnuje se výtvarné tvorbě – malbě obrazů, nástěnné malbě, kresbě a tvorbě tapiserií. V poslední době se soustřeďuje na restaurování a opravování malých sakrálních staveb ve městech i v krajině.
Zpočátku se svojí tvorbou zaměřovala hlavně na tapiserie a gobelíny pro reprezentativní prostory – v roce 1992 tapiserie Červená pro aulu ZŠ Nové Butovice, v roce 1994 tapiserie Prachatice pro malou zasedací síň bývalého Okresního úřadu v Prachaticích, v roce 1995 gobelín Kniha Job pro obřadní síň hradu Rabí, v roce 1996 tapiserie Strom života pro obřadní síň Města Strakonice, v roce 2002 tapiserie Vilém z Rožmberka pro sál Staré radnice Prachatice; v roce 2006 dva gobelíny Historie Sušice pro obřadní síň radnice Města Sušice. Vytvářela také výzdobu několika restaurací v Prachaticích – v roce 1990 sgrafito pro Šenk U růže, v roce 1991 freska pro restauraci Královská, v roce 1999 nástěnné a nástropní malby hotelu Koruna. Opakovaně vytvářela také výzdobu pro prachatickou nemocnici – v letech 2003 a 2011 pro dětské oddělení a v roce 2012 pro oddělení LDN.
Od roku 2000 se soustřeďuje především na malování obrazů a obrázků do kapliček a křížové cesty. První velkou prací tohoto typu byla rekonstrukce čtrnácti desek křížové cesty ve Lhenicích. V roce 2000 byla požádána o jejich opravu. Původní desky však byly silně poškozené a malba na nich natolik zničená, že byly patrny jen obrysové linie postav. Desky nebylo možno již použít, takže bylo třeba kresby sejmout a na nové plechové desky ošetřené již moderní technologií vytvořit nové, i když malované původní technologií malby ve vrstvách. Vytvořila kopie původních obrazů Tomáše Peterky z roku 1928, ponechala na malbách i některé nesrovnalosti s perspektivou. V roce 2016 musela tyto své obrazy rekonstruovat, protože byly poškozeny povětrnostními vlivy. Další křížovou cestou, pro niž zhotovila obrazy, byla v roce 2013 volarská křížová cesta. V roce 2011 byla městem Volary vybrána ve výběrovém řízení. Jednalo se o 12 obrazů olejomalbou na plechu s jednotným tvarem o rozměru 40 krát 60 centimetrů. Plechy se vyráběly v autodílně, kde i vypálili podkladovou barvu jak z lícové, tak z rubové strany kvůli dokonalé ochraně podkladového plechu proti povětrnostním vlivům. Na připravený plech se nanáší podkladový nátěr z akrylových barev. Termín předání a konečná instalace byly na konci června 2014. V roce 2015 na přání obce Stožec zhotovila 14 obrazů pro křížovou cestu z Českých Žlebů ke Stožecké kapli. Obrazy opět namalovala na kovové desky. Malířka práci dokončila na podzim 2015 a na konci listopadu 2015 mohly být obrazy na křížovou cestu umístěny. Trasa této křížové cesty však musela být podrobena procesu hodnocení vlivu na životní prostředí, ani v roce 2017 nebylo rozhodnuto o jejím otevření a obrazy byly uloženy na
Obecním úřadě ve Stožci.
Mezitím vytvořila obrazy pro celou řadu kaplí na Prachaticku a Českobudějovicku – v roce 2004 do kaple sv. Huberta ve Vodici, v roce 2010 do kapliček v Želnavě a do kapliček v Plástovicích, Sedlci a Lékařově Lhotě, v roce 2011 obraz svatého Karla Boromejského do kapličky v Dolních Nakvasovicích a obraz svatého Jakuba Většího do kapličky v Želnavě, v roce 2012 oltář svatováclavské kaple v Bušanovicích, v roce 2013 obrazy Nejsvětějšího srdce pro opravené kapličky v zaniklých Cudrovicích, v roce 2014 obraz Alberta Müllera pro kapličku ve Slunečné, v roce 2016 restaurování dvou obrazů sv. Jana Nepomuckého do kapliček v Sedlci a obraz tzv. Rindenmadonny pro Stožeckou kapli.
K zajímavým dílům patří také restaurování obrazu Stožecké Madony, kterým se zabývala v roce 2012 a její Cyklus obrazů zaniklých kostelů Šumavy z roku 2014.